# Predella
Eine Predella ist ein meist hölzerner flacher Sockel, der auf dem Altartisch, der Mensa, in christlichen Kirchen steht und den eigentlichen Altaraufsatz, das Retabel, trägt. Manchmal hatte die kastenartig gebaute Predella zusätzlich die Funktion eines Reliquienschreins.

## Begriff und Beschreibung

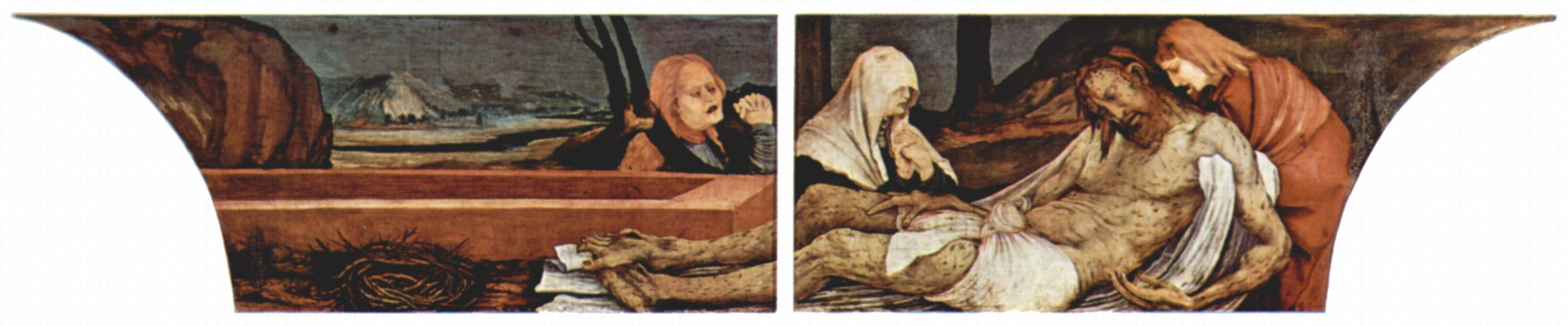
Predella des Isenheimer Altarsmit Darstellung der Beweinung Christi

Das entlehnte Wort bedeutet im Italienischen auch ‚Stufe, Tritt‘ und geht wohl auf ein germanisches Wort predel oder pretel im Langobardischen zurück, mit der Bedeutung ‚Holzsockel eines Möbelstücks aus Brettern‘.

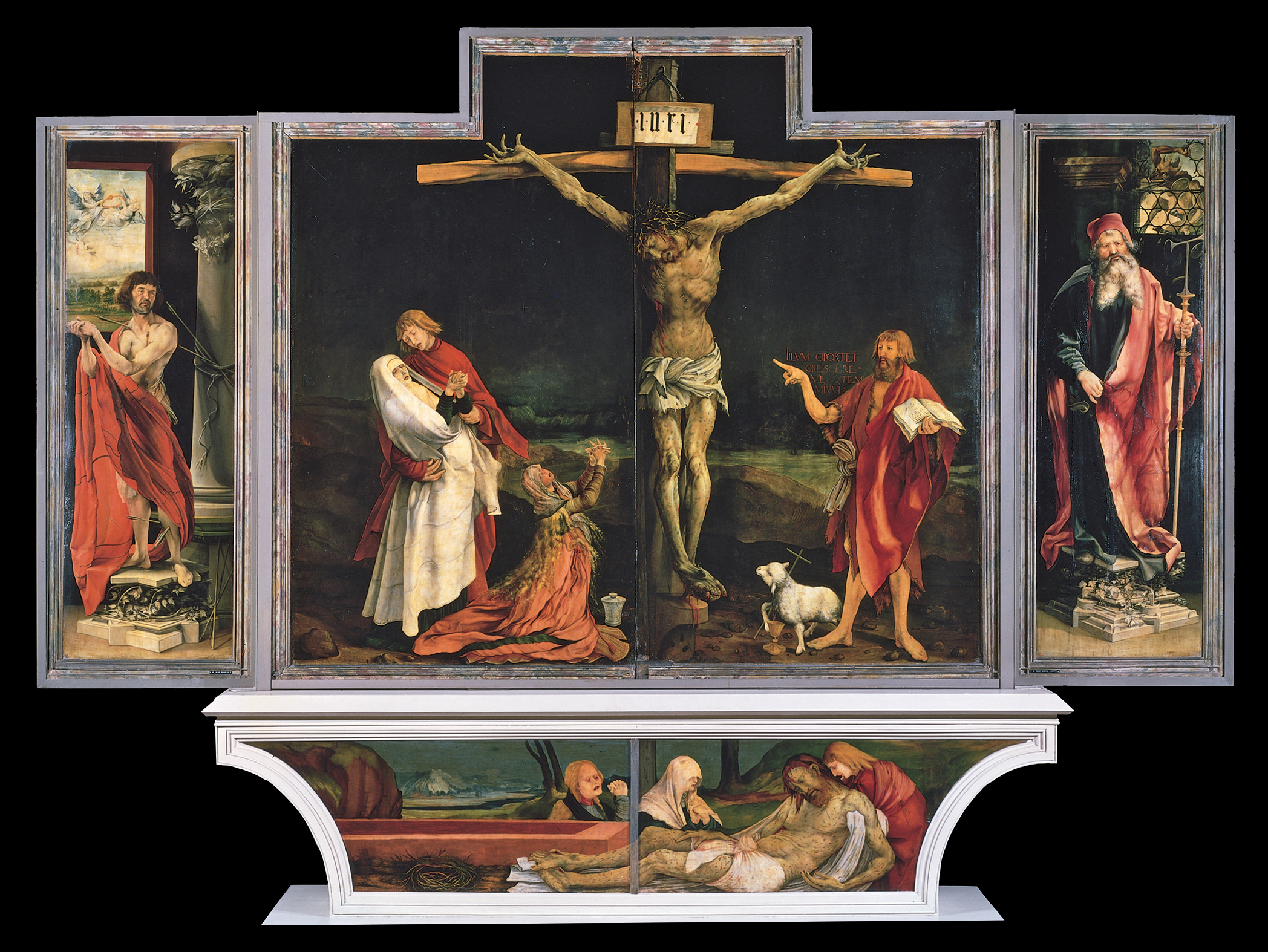
Predella des Isenheimer Altars mit darüber dem Ersten Wandelbild im Retabel

Predellen sind häufig mit Gemälden oder Schnitzereien versehen, die gestalterisch und thematisch in Bezug zu den Darstellungen des Altarretabels stehen, dem sie zugehören. So kann der im Retabel gezeigten Passionsgeschichte die Grablegung Christi auf der darunterliegenden Predella entsprechen. Ein verbreitetes Motiv ist wegen des breiten, niedrigen Bildformats und der Nähe zum Altartisch auch das letzte Abendmahl Jesu mit seinen zwölf Aposteln. Durch die im Unterschied zu den Bildern der Haupttafeln geringeren ikonografischen Aufgaben und Auflagen ist einer künstlerischen  Gestaltungsfreiheit im Rahmen der Predella oft mehr Spielraum gegeben. Manche Predellen haben aufgrund ihrer besonders bedeutsamen Gestaltung eigene Berühmtheit erlangt.

## Beispiele kunsthistorisch berühmter Predellen
- Duccio di Buoninsegna (1309–1311): Predella der Maestà des Hochaltares im Dom von Siena
- Lorenzo Monaco (1407–1409): Predella Leben des hl. Benedikt des Altars von San Benedetto in Florenz[1]
- Matthias Grünewald (1512–1516): Predella Beweinung Christi des Isenheimer Altars, im Museum Unterlinden
- Luca Signorelli (1519–1522): Predella Ester, und das Leben des hl. Hieronymus des Altars von Arezzo[2]
- Lucas Cranach der Ältere (1540–1547): Predella des Reformationsaltars in der Stadtkirche Wittenberg
- Otto Dix (1929–1932): Predella Liegende Soldaten des Triptychons Der Krieg, Galerie Neue Meister in Dresden

## Varia

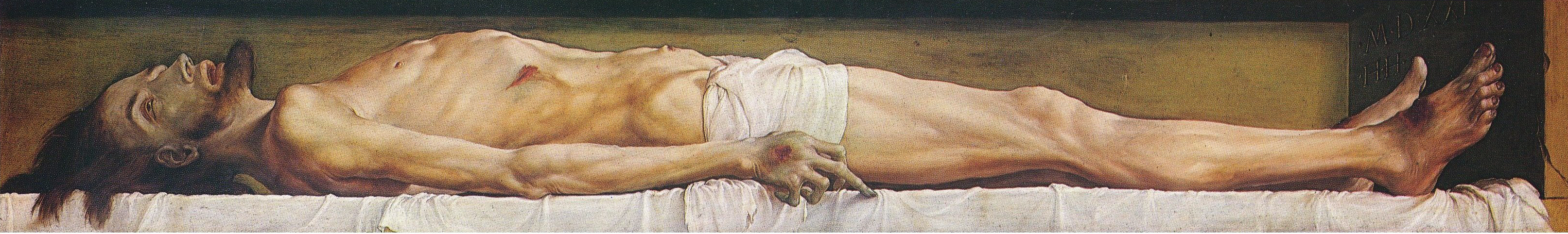
Hans Holbein d. J.: Der Leichnam Christi im Grabe (Breite 200 cm)

Das im Querformat einer Predella ausgeführte Gemälde Der Leichnam Christi im Grabe (1521/1522) von Hans Holbein d. J. wurde infolge des Basler Bildersturms nie am geplanten Ort aufgestellt und befindet sich heute im Kunstmuseum Basel. Auf dieses Bild (Abbildung links) nahm später Otto Dix’ Predella Der Krieg Bezug; auch Dostojewski besprach es in seinem Roman Der Idiot von 1868.